# コンセルトヘボウ室内管弦楽団
コンセルトヘボウ室内管弦楽団（コンセルトヘボウしつないかんげんがくだん、Concertgebouw Kamerorkest）は、オランダ・アムステルダムに本拠を置く弦楽アンサンブルである。

## 概要
1957年にアムステルダム室内管弦楽団（Amsterdamer Kammerorchester）として設立され、1987年現在名に改称。メンバーはロイヤル・コンセルトヘボウ管弦楽団の団員からなる。オランダ王室の婚礼などの公式行事で演奏を行うことでも知られている。

## 録音
主なレコーディングとして、マルコ・ボーニ指揮でハイドンやモーツァルトの交響曲集、イザベル・ファン・クーレン独奏でモーツァルトのヴァイオリン協奏曲集、スミ・ジョー独唱でバロック・アリア集、サイモン・プレストン指揮でヘンデルの「水上の音楽」「王宮の花火の音楽」、ピーター・ハーフォード独奏・ジョシュア・リフキン指揮でヘンデルのオルガン協奏曲集などがある。